# روبرت باترسون (سياسي)
روبرت باترسون (بالإنجليزية: Robert Patterson)‏ هو سياسي أسترالي، ولد في 1844، وتوفي في 21 نوفمبر 1907. حزبياً، نشط في حزب التجارة الحرة. وقد انتخب عضو مجلس النواب تسمانيا من الجمعية.